# Nouveau combat sans code d'honneur 2 : La Tête du boss
Série
Nouveau combat sans code d'honneur
(1974) Nouveau combat sans code d'honneur 3 : Les Derniers jours du boss
(1976)
Pour plus de détails, voir Fiche technique et Distribution.
Nouveau combat sans code d'honneur 2 : La Tête du boss (新仁義なき戦い 組長の首, Shin jingi naki tatakai: Kumichō no kubi) est un film japonais réalisé par Kinji Fukasaku, sorti en 1975,.

## Synopsis
Il y a deux grandes organisations, le clan Owada et le Kyōeikai, elles sont en conflit sur les intérêts énormes de l'héroïne. Au commandement de Tokuji Owada, le chef du clan Owada, Tetsuya Kusunoki, avec Kuroda et Sugawa, attaque Masaki, le patron du Kyōeikai.

## Fiche technique
- Titre français : Nouveau combat sans code d'honneur 2 : La Tête du boss
- Titre original : 新仁義なき戦い 組長の首 (Shin jingi naki tatakai: Kumichō no kubi?)
- Réalisation : Kinji Fukasaku
- Scénario : Kōji Takada (ja),
Yōzō Tanaka
Susumu Saji (ja)
- Photographie : Tōru Nakajima
- Montage : Kōzō Hiriike
- Décors : Takatoshi Suzuki
- Musique : Toshiaki Tsushima (ja)
- Pays d'origine :  Japon
- Langue originale : japonais
- Société de production : Tōei
- Société de distribution : Tōei
- Format : couleur - 2,35:1 - 35 mm - son mono
- Genre : yakuza eiga et drame
- Durée : 97 minutes
- Dates de sortie : 
  - Japon : 1er novembre 1975

## Distribution
- Bunta Sugawara : Shuzō Kuroda
- Tsutomu Yamazaki : Tstuya Kusunoki
- Meiko Kaji : Asako Kusunoki
- Mikio Narita : Shigehiko Aihara
- Yuriko Hisimi (ja) : Aya
- Nenji Kobayashi : Masao Shimura
- Kan Mikami : Shigeru Sasaki
- Nobuo Yana : Miyai
- Hideo Murota : Takeo Akamatsu
- Tsunehiko Watase : Kunimitsu Sugawa
- Sonny Chiba
- Kō Nishimura : Tokuji Owada